# يا بوي
يا بوي (بالإنجليزية: Ya Boy) هو رابر ومغني أمريكي، ولد في 28 يناير 1984 في سان فرانسيسكو في الولايات المتحدة.

## وصلات خارجية
- يا بوي على موقع IMDb (الإنجليزية)
- يا بوي على موقع ميوزك برينز (الإنجليزية)
- يا بوي على موقع ميوزك برينز (الإنجليزية)
- يا بوي على موقع أول ميوزيك (الإنجليزية)
- يا بوي على موقع ديسكوغز (الإنجليزية)